# 黃蛇鰻
黃蛇鰻為輻鰭魚綱鰻鱺目糯鰻亞目蛇鰻科的其中一種，分布於東太平洋區，從美國加州至秘魯海域，棲息深度1-110公尺，體長可達88公分，棲息在沙底質或岩石底質海域，屬肉食性，以小魚及貝類為食。

## 擴展閱讀
維基物種上的相關：黃蛇鰻